# Liste der Bodendenkmäler in Wertingen
Auf dieser Seite sind die Bodendenkmäler in der schwäbischen Stadt Wertingen zusammengestellt. Diese Tabelle ist eine Teilliste der Liste der Bodendenkmäler in Bayern. Grundlage ist die Bayerische Denkmalliste, die auf Basis des Bayerischen Denkmalschutzgesetzes vom 1. Oktober 1973 erstmals erstellt wurde und seither durch das Bayerische Landesamt für Denkmalpflege geführt wird. Die folgenden Angaben ersetzen nicht die rechtsverbindliche Auskunft der Denkmalschutzbehörde.

## Bodendenkmäler in Wertingen

### Bodendenkmäler in der Gemarkung Bliensbach
| Lage                  | Objekt | Akten-Nr.     | Bild |
| --------------------- | --- | ------------- | ---- |
| Bliensbach (Standort) | Befestigung vor- und frühgeschichtlicher Zeitstellung.                                                                                      | D-7-7430-0008 |      |
| Bliensbach (Standort) | Mittelalterliche und frühneuzeitliche Befunde im Bereich der Katholischen Pfarrkirche St. Margareta. Siehe auch: St. Margareta (Bliensbach) | D-7-7430-0216 |      |

### Bodendenkmäler in der Gemarkung Gottmannshofen
| Lage                      | Objekt | Akten-Nr.     | Bild |
| ------------------------- | --- | ------------- | ---- |
| Gottmannshofen (Standort) | Mittelalterlicher Burgstall. | D-7-7430-0011 |      |
| Gottmannshofen (Standort) | Mittelalterliche und frühneuzeitliche Befunde im Bereich der Katholischen Pfarrkirche Mariä Heimsuchung. Siehe auch: Mariä Heimsuchung (Gottmannshofen) | D-7-7430-0218 |      |

### Bodendenkmäler in der Gemarkung Hirschbach
| Lage                  | Objekt | Akten-Nr.     | Bild |
| --------------------- | --- | ------------- | ---- |
| Hirschbach (Standort) | Mittelalterliche und frühneuzeitliche Befunde im Bereich der Katholischen Pfarrkirche St. Petrus. Siehe auch: St. Peter (Hirschbach) | D-7-7430-0223 |      |

### Bodendenkmäler in der Gemarkung Hohenreichen
| Lage                    | Objekt | Akten-Nr.     | Bild |
| ----------------------- | --- | ------------- | ---- |
| Hohenreichen (Standort) | Mittelalterlicher Burgstall, mittelalterliche und frühneuzeitliche Befunde im Bereich der Katholischen Kapelle St. Georg. Siehe auch: St. Georg (Hohenreichen) | D-7-7430-0009 |      |

### Bodendenkmäler in der Gemarkung Prettelshofen
| Lage                     | Objekt | Akten-Nr.     | Bild |
| ------------------------ | --- | ------------- | ---- |
| Prettelshofen (Standort) | Mittelalterliche und frühneuzeitliche Befunde im Bereich der Katholischen Pfarrkirche St. Andreas. Siehe auch: St. Andreas (Prettelshofen) | D-7-7430-0228 |      |

### Bodendenkmäler in der Gemarkung Roggden
| Lage               | Objekt                                                                     | Akten-Nr.     | Bild |
| ------------------ | -------------------------------------------------------------------------- | ------------- | ---- |
| Roggden (Standort) | Siedlung der römischen Kaiserzeit, mittelalterliche Kirchenwüstung.        | D-7-7429-0012 |      |
| Roggden (Standort) | Brandgräber der römischen Kaiserzeit.                                      | D-7-7429-0024 |      |
| Roggden (Standort) | Körpergräber des frühen Mittelalters.                                      | D-7-7429-0054 |      |
| Roggden (Standort) | Siedlung vor- und frühgeschichtlicher oder mittelalterlicher Zeitstellung. | D-7-7429-0119 |      |
| Roggden (Standort) | Siedlung vor- und frühgeschichtlicher Zeitstellung.                        | D-7-7429-0149 |      |

### Bodendenkmäler in der Gemarkung Wertingen
| Lage                 | Objekt | Akten-Nr.     | Bild |
| -------------------- | --- | ------------- | ---- |
| Wertingen (Standort) | Straßentrasse vor- und frühgeschichtlicher oder mittelalterlicher Zeitstellung.                                                           | D-7-7429-0072 |      |
| Wertingen (Standort) | Siedlung vor- und frühgeschichtlicher oder mittelalterlicher Zeitstellung.                                                                | D-7-7429-0120 |      |
| Wertingen (Standort) | Grabenwerk und Siedlung vor- und frühgeschichtlicher Zeitstellung.                                                                        | D-7-7429-0123 |      |
| Wertingen (Standort) | Siedlung vor- und frühgeschichtlicher Zeitstellung.                                                                                       | D-7-7429-0161 |      |
| Wertingen (Standort) | Straße der römischen Kaiserzeit. | D-7-7429-0289 |      |
| Wertingen (Standort) | Archäologische Befunde im Bereich des frühneuzeitlichen jüdischen Friedhofs von Binswangen. Siehe auch: Jüdischer Friedhof (Binswangen)   | D-7-7429-0300 |      |
| Wertingen (Standort) | Frühmittelalterlicher Ringwall. | D-7-7430-0012 |      |
| Wertingen (Standort) | Siedlung vor- und frühgeschichtlicher oder mittelalterlicher Zeitstellung.                                                                | D-7-7430-0026 |      |
| Wertingen (Standort) | Siedlung vor- und frühgeschichtlicher oder mittelalterlicher Zeitstellung.                                                                | D-7-7430-0027 |      |
| Wertingen (Standort) | Siedlung vor- und frühgeschichtlicher oder mittelalterlicher Zeitstellung.                                                                | D-7-7430-0028 |      |
| Wertingen (Standort) | Siedlung vor- und frühgeschichtlicher oder mittelalterlicher Zeitstellung.                                                                | D-7-7430-0029 |      |
| Wertingen (Standort) | Rechteckige Grabenanlage vor- und frühgeschichtlicher Zeitstellung.                                                                       | D-7-7430-0030 |      |
| Wertingen (Standort) | Mittelalterliche und frühneuzeitliche Befunde im Bereich des Schlosses Wertingen. Siehe auch: Schloss Wertingen                           | D-7-7430-0232 |      |
| Wertingen (Standort) | Mittelalterliche und frühneuzeitliche Befunde im Bereich der Katholischen Stadtpfarrkirche St. Martin. Siehe auch: St. Martin (Wertingen) | D-7-7430-0233 |      |
| Wertingen (Standort) | Frühneuzeitliche Befunde im Bereich der Katholischen Friedhofskapelle St. Michael. Siehe auch: St. Michael (Wertingen)                    | D-7-7430-0235 |      |
| Wertingen (Standort) | Mittelalterliche und frühneuzeitliche Stadtbefestigung von Wertingen.                                                                     | D-7-7430-0236 |      |
| Wertingen (Standort) | Mittelalterliche und frühneuzeitliche Befunde im Bereich der Altstadt von Wertingen.                                                      | D-7-7430-0237 |      |
| Wertingen (Standort) | Mittelalterliche und frühneuzeitliche Befunde im nördlichen Vorstadtbereich von Wertingen.                                                | D-7-7430-0239 |      |
| Wertingen (Standort) | Mittelalterliche und frühneuzeitliche Befunde im südwestlichen Vorstadtbereich von Wertingen.                                             | D-7-7430-0240 |      |
| Wertingen (Standort) | Mittelalterliche und frühneuzeitliche Befunde im südöstlichen Vorstadtbereich von Wertingen.                                              | D-7-7430-0241 |      |
| Wertingen (Standort) | Mittelalterliche Befunde im Bereich des ehemaligen Klosters Weihenberg. Siehe auch: Kloster Weihenberg                                    | D-7-7430-0242 |      |

### Bodendenkmäler in der Gemarkung Zusamaltheim
| Lage                    | Objekt | Akten-Nr.     | Bild |
| ----------------------- | --- | ------------- | ---- |
| Zusamaltheim (Standort) | Mittelalterlicher Burgstall. | D-7-7429-0008 |      |
| Zusamaltheim (Standort) | Viereckschanze der jüngeren Latènezeit; Befestigung und Straße vor- und frühgeschichtlicher oder mittelalterlicher Zeitstellung. | D-7-7429-0037 |      |
| Zusamaltheim (Standort) | Grabenwerk vor- und frühgeschichtlicher oder mittelalterlicher Zeitstellung.                                                     | D-7-7429-0117 |      |